# 德島拉麵

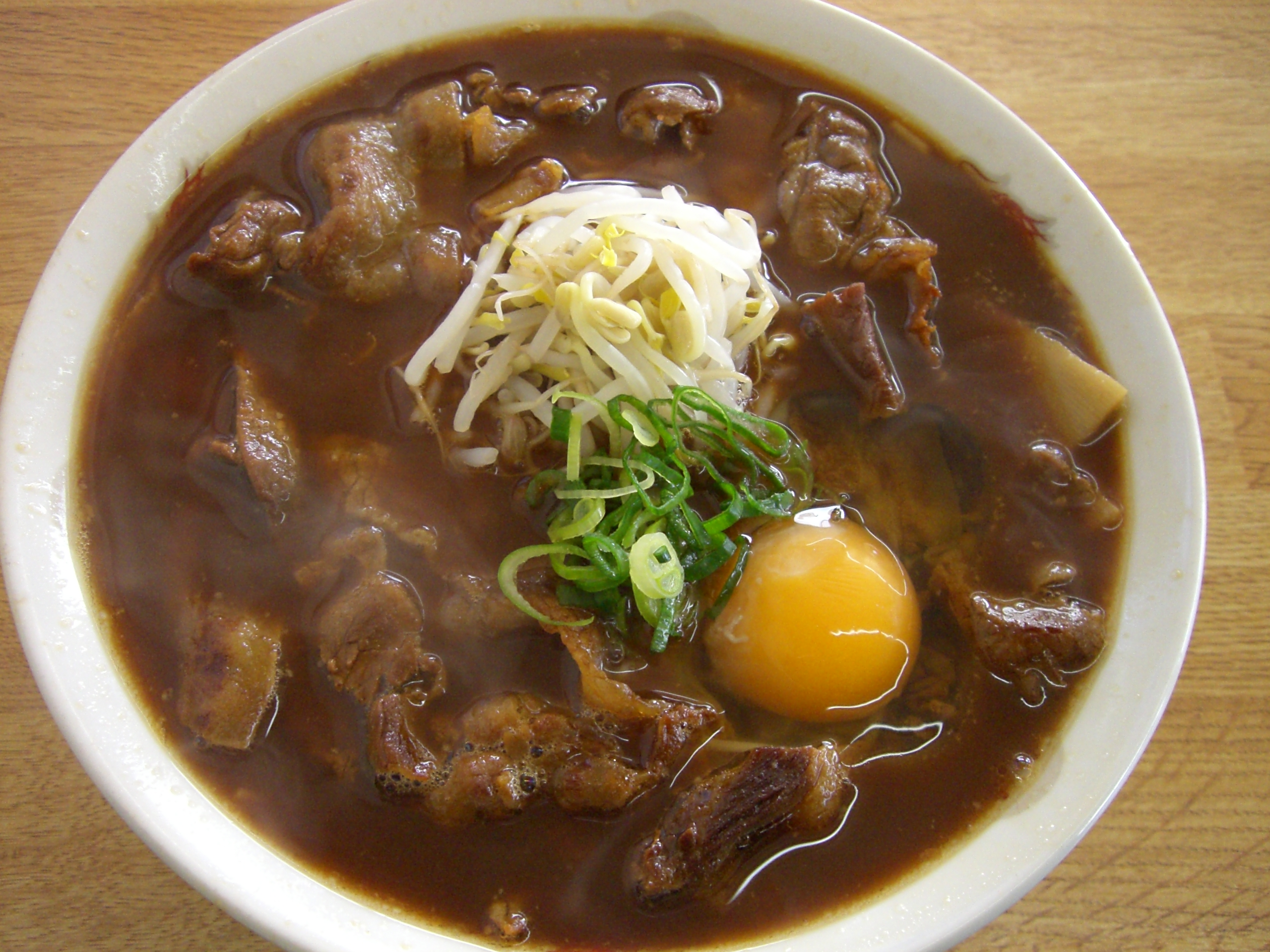
一碗茶系的德島拉麵

德島拉麵是日本德島縣東部的地區特色日本拉麵。
德島拉麵於第二次世界大戰前開始在德島當地出現，但直到1999年來自德島市的拉麵店「豬谷」進駐了位於橫濱市的新橫濱拉麵博物館，才開始在其他地方具有知名度。

## 特色

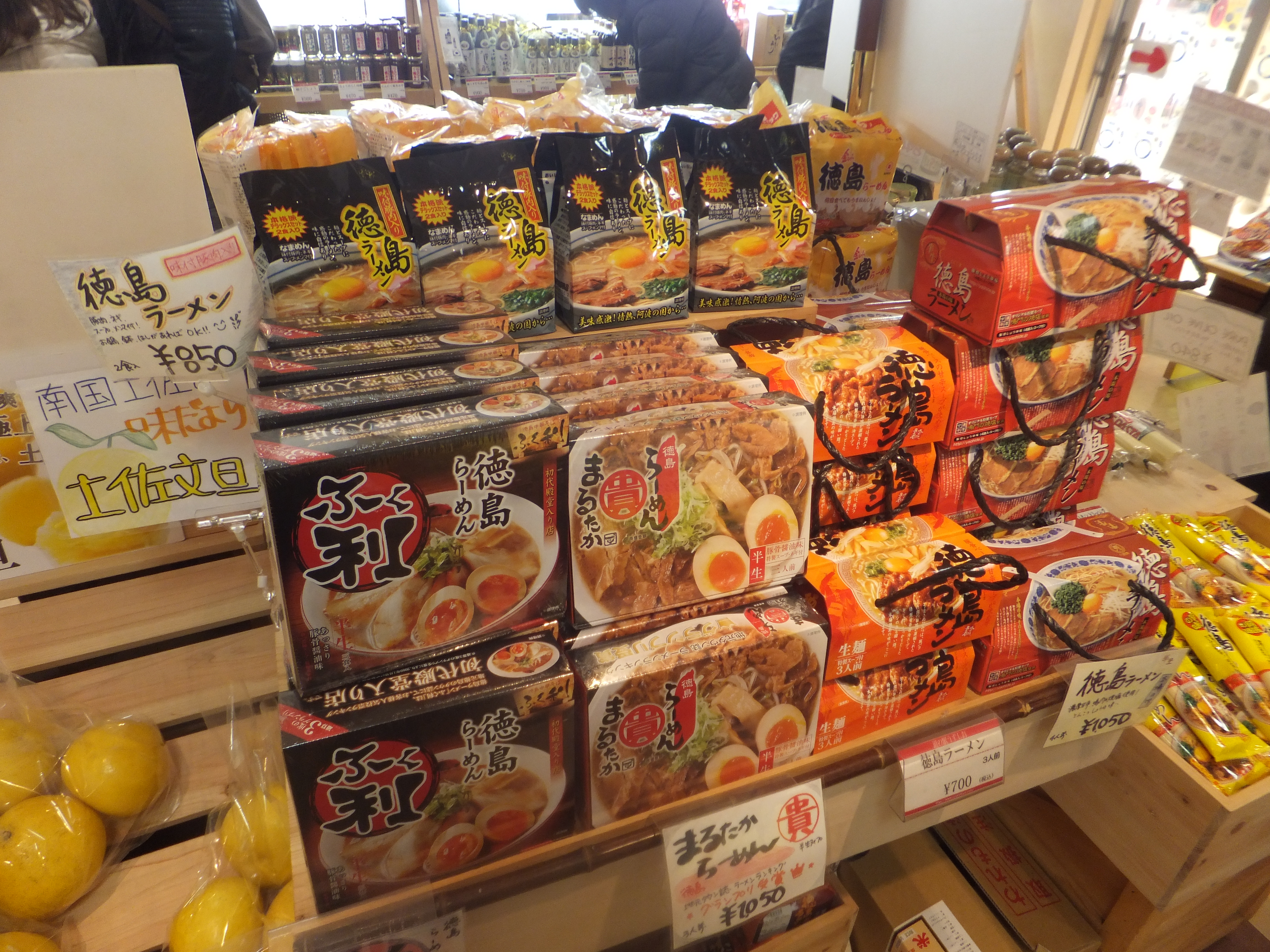
當地土產店銷售的德島拉麵的速食麵

德島拉麵的特色為使用口感較軟的中細麵搭配以濃郁醬汁熬煮的豬肉片為配料；其湯頭則可以分為「茶系」、「黃系」、「白系」三個系統。但因當地德島拉麵主要是作為配菜，因此分量一般較少，常會另外搭配白飯。

### 白系
「白系」主要分布於位於德島市南側的小松島市周邊，因此也被稱為「小松島系」，其特色為湯頭使用豬骨熬製，再加入輕口味醬油或白醬油後呈現白濁。

### 黃系
「黃系」主要分布於德島市內，常見於中華料理店中，湯頭是使用雞骨和蔬菜熬製，呈現清澈的黃色或是淡褐色。

### 茶系
「茶系」主要則分布於德島市及其北部地區，其特色是在豬骨熬製的湯頭中加入濃醬油或大豆醬油調配，因此呈現深褐色，有些地方也稱做「黑系」。有些「茶系」拉麵會加入生雞蛋以調配出柔順得口感。1999年在新橫濱拉麵博物館中打出吃名度的「德島拉麵」也正是「茶系」。